# 川崎三枝子
川崎 三枝子（かわさき みえこ、本名：志村 三枝子、1949年2月5日 - ）は、日本の漫画家。鳥取県出身。レディースコミック漫画の第一人者。デビュー当時から明確な劇画調の画・作風である。

## 来歴
鳥取県日野郡に生まれる。日南町立日野上中学校卒業後の1963年、漫画家を目指し上京。1964年、短編誌『花』に「その赤ちゃんは…？」で貸本漫画家デビュー。佐藤まさあきのアシスタントを務め、女性キャラの描写が苦手な佐藤の代筆をしていた。また、佐藤の兄である記本隆司と結婚したため、佐藤の義理の姉となった。
1969年には高校生向けのハイティーン誌ティーンルック(主婦と生活社)で連載を始めた。
1971年に「黒衣の女」で一般誌デビュー。以降、女性を主人公にしたアクション劇画や官能劇画を多数発表し、1986年の「やさしく愛して」以降はレディースコミックでも活躍した。

## 作品

### 貸本
- 『愛のかたみに』（佐藤プロ）
- 『くるった太陽』（佐藤プロ）
- 『カッコイイ少年達』（佐藤プロ）
- 『誰がために愛は』（佐藤プロ）
- 『花びらは悪魔』（佐藤プロ）

### 単行本
- 『黒衣の女』（1974年、原作：滝沢解、双葉社、アクションコミックス、全2巻）
- 『姫』（1975年、原作：滝沢解、双葉社、アクションコミックス、全4巻）
- 『からゆき哀歌』（1977年、原作：猪斐雅彦、日本文芸社、ゴラクコミックス、全1巻）
- 『教師女鹿』（1978年、原作：沼礼一、芳文社、全2巻）
- 『首狩族』（1978年、原作：藤本義一、芳文社、全4巻）
- 『妖あどろ』（1979年、芳文社、全5巻）
- 『魔女、妖女 川崎三枝子の世界』（1979年、芳文社、コミックDELUXE、全1巻）
- 『炎のクイーン』（1979年、原作：滝沢解、廣済堂、コミックパック、全1巻）
- 『夜叉』（1980年、原作：東史朗、芳文社、全3巻）
- 『ジタンヌ90』（1981年、原作：関川夏央、少年画報社、全2巻）
- 『メス猫』（1982年、原作：あかね胡笳、少年画報社、全1巻）
- 『魔女料理』（1985年、原作：滝沢解、徳間書店、トクマコミックス、全1巻）
- 『極悪美女軍団、卍』（1985年、原作：滝沢解、徳間書店、トクマコミックス、全1巻）
- 『悪女』（1986年、原作：滝沢解、芳文社、全1巻）
- 『やさしく愛して』（1987年、大陸書房、ルージュコミックス、全1巻）
- 『冴子、フリーラブ』（1988年、大陸書房、ルージュコミックス、全1巻）
- 『黒魔宮の女』（1988年、原作：宇治谷順、徳間書店、トクマコミックス、全1巻）
- 『SEXYボーイズ』（1989年、芳文社、LOVINGコミックス、全4巻）
- 『愛と憎しみの日々』（1989年、大陸書房、ルージュコミックス、全1巻）
- 『こころ燃えて』（1989年、大陸書房、ルージュコミックス、全1巻）
- 『炎の男』（1990年、大陸書房、ルージュコミックス、全1巻）
- 『九鬼絵津子 邪霊狩り』（1991年、原作：宇治谷順、ワニブックス、全1巻）
- 『華の葬列』（1991年、芳文社、LOVINGコミックス、全1巻）
- 『ラヴシーン』（1991年、芳文社、LOVINGコミックス、全1巻）
- 『淫らに踊ってタンゴ』（1992年、大陸書房、ルージュコミックス、全1巻）
- 『魔性』（1992年、芳文社、LOVINGコミックス、全1巻）
- 『スキンシップ』（1992年、芳文社、LOVINGコミックス、全1巻）
- 『華麗なる終焉』（1992年、芳文社、LOVINGコミックス、全1巻）
- 『恋（ﾗｲﾊﾞﾙ）敵』（1992年、芳文社、LOVINGコミックス、全1巻）
- 『ジゴロ（GIGOLO）』（1993年、秋田書店、ALC、全1巻）
- 『ザ、外科医』（1994年、芳文社、LOVING、全1巻）
- 『夜叉の舞い』（2000年、原作：高村圭、芳文社、全4巻）